# غوردون هنتر (لاعب اتحاد الرغبي)
غوردون هنتر (بالإنجليزية: Gordon Hunter)‏ هو لاعب اتحاد الرغبي نيوزيلندي، ولد في 1949، وتوفي في 9 مارس 2002.